# Glaucocharis javaensis
Glaucocharis javaensis là một loài bướm đêm trong họ Crambidae.